# Quote Unquote (singolo)
Quote Unquote è un singolo dei Mr. Bungle, estratto dall'album Mr. Bungle del 1991.
La canzone incomincia con un sottofondo in cui si ode uno dei membri della band russare, finché un urto di un qualcosa di fragile lo risveglia. La canzone in sé contiene una parodia della colonna sonora di Grease nel ritornello. Nel finale del brano, si possono udire delle campionature che dovrebbero ritrarre la band mentre salta dei treni, mentre un divertito John Zorn (che, tra l'altro, aveva anche prodotto l'album in cui la canzone è contenuta) suona in maniera estremamente stonata un sassofono.
Inizialmente la canzone era intitolata "Travolta". Per evitare di essere citati in giudizio, la stessa Warner Bros. Records incoraggiò i Mr. Bungle a cambiarne il titolo. Divenne così "Quote Unquote".